# Blåögd honungsfågel
Blåögd honungsfågel (Melidectes belfordi) är en fågel i familjen honungsfåglar inom ordningen tättingar.

## Utbredning och systematik
Blåögd honungsfågel delas in i fem underarter med följande utbredning:
- M. b. brassi – bergstrakter på nordvästra Nya Guinea
- M. b. joiceyi – Västpapua (berget Weyland)
- M. b. kinneari – södra Nya Guinea (Nassau och Sudirmanbergen
- M. b. belfordi – centrala höglandet och bergstrakter på sydöstra Nya Guinea
- M. b. schraderensis – nordöstra Nya Guinea (berget Schrader)

International Ornithological Congress har en annan underartsindelning, där kinneari inkluderas i joiceyi, medan underarten griseirostris urskiljs, med utbredning på Mount Goliath på centrala Nya Guinea.

## Status
IUCN kategoriserar arten som livskraftig.

## Namn
Fågelns vetenskapliga namn hedrar George Belford (d. 1906), samlare till Sir William McGregor. Tidigare kallades den belfordhonungsfågel även på svenska, men justerades 2023 till ett enklare och mer informativt namn av BirdLife Sveriges taxonomikommitté.